# سانتیاگو ۱۱۳۳۵
سیارک ۱۱۳۳۵ (به انگلیسی: 11335 Santiago، نامگذاری:1996HW23) یازده هزار و سیصد و سی و پنجمین سیارک کشف شده‌است که در ۲۰ آوریل ۱۹۹۶ کشف شد.
قدر مطلق سیارک برابر ۱۴٫۹۰ است.